# 魔眼
《魔眼》（義大利語：La ragazza che sapeva troppo）是一部1963年的意大利铅黄电影。由意大利电影制作人馬里奧·巴瓦执导，主演約翰·薩克森饰演Marcello Bassi医生，萊蒂西亞·羅曼饰演Nora Davis。剧情围绕一位名叫Nora的年轻女性，她前往罗马并目睹了一起谋杀案。警方和Bassi医生不相信她的说法，因为找不到尸体。随后发生了几起谋杀案，与过去十年的按字母顺序选择受害者的连环杀手案有关。
这部电影被认为是第一部铅黄电影，这是一种混合了驚悚、性剥削和恐怖元素的电影类型。

## 剧情
Nora Davis度假拜访她生病的姑妈，住在罗马。姑妈正在接受Marcello Bassi医生的治疗。姑妈在Nora到访的第一晚去世了，于是她步行前往附近的医院通知Bassi医生。在路上，她在西班牙廣場被抢劫并被击昏。醒来时，她看到一个女人的尸体躺在她附近；一个留着胡子的男人从尸体上拔出一把刀。Nora向医院的警方报告了这一情况，但由于找不到犯罪证据，警方不相信她。
在墓地，Nora遇到了她姑妈的一个密友Laura Torrani，她住在西班牙廣場。Laura即将去度假，遂允许Nora留在她的房子里。在Laura家，Nora发现了关于“字母杀手”的剪报，这个连环杀手的受害者都是按照他们的姓氏字母顺序被谋杀的。杀手已经谋杀了姓“A”、“B”和“C”的人。最后一个受害者是Laura的妹妹，Nora在幻觉中见过她。这起谋杀发生在十年前。Nora接到一个匿名电话，对方告诉她“‘D’代表死亡”，并告知她将是下一个受害者。
Nora得到了Marcello医生的帮助，他带她去各个旅游景点放松心情，他们之间的浪漫感情也在增加。当他们回到Craven家时，她接到一个电话，有人命令她去一个特定的地址。Nora去了那里，被引导到一个空房间。她和Marcello医生一起，发现引导她的声音是录音带录制的，警告Nora在为时已晚之前离开罗马。这个空房间是租给调查记者Landini的。在多次未能找到他之后，Nora和Marcello去海滩放松。回到Craven家后，他们发现Landini，他得知他们一直在找他。Landini自从在广场看到Nora后一直在秘密跟踪他们。
他在谋杀案刚发生时写了关于这个故事的报道，但他认为如果他报告了犯罪细节，警方会抓错人。他拒绝发表谋杀报道，使他陷入了经济困境。Nora决定帮助Landini，但他们在罗马游览时没有发现任何线索。第二天，Nora造访Landini的公寓，发现了一些线索，让她认为他是凶手。后来，Landini似乎自杀了。
Laura度假结束返回罗马，而Nora和Marcello计划第二天早上去美国。从报纸上，Nora得知那名年轻女性的尸体被发现了。在太平间辨认受害者的尸体后，Nora相信她确实目睹了谋杀，不是幻觉。那天晚上，她独自一人在房子里，注意到书房的门是开着的。进入后，她看到一个男人从椅子上站起来。他就是那天晚上站在尸体旁的男人。这个男人朝Nora走来，但倒在地上，背上插着一把刀。Nora随后与Laura对峙，后者愤怒地承认了杀人行为。原来她刺伤了那个男人，她的丈夫，因为他打算把她交给警方。她想要偷走妹妹的钱，正是促使她谋杀的动机。Laura想要攻击Nora，但被她的丈夫射杀。Nora看到他的那天晚上他实际上是在为他的妻子处理尸体。Nora随后离开意大利，与Marcello幸福地团聚。

### 脚注
1. 1 2 3 4 5   (booklet). Arrow Films: 3. 2014. FCD1023.
2. ↑  Paul 2005，第106頁.
3. ↑  Vitali 2016，第36頁.
4. ↑  Gelder 2000，第330頁.